# Cochemiea
Cochemiea es un género de plantas suculentas perteneciente a la familia Cactaceae. Contiene 40 especies aceptadas.

## Descripción
Las especies de este género tienen los tallos alargados, cilíndricos y cubiertos de tubérculos dispuestos en espiral. Son de color verde o verde azulado, con diámetros de 3 a 7 cm y, según la especie, pueden medir de 7 a 50 cm de alto (raramente hasta 200 cm).
Las areolas presentan de 7 a 25 espinas radiales de 1 a 2 cm de largo que pueden ser de color blanco, amarillo o marrón rojizo. También tienen espinas centrales de 1 a 6 (raramente hasta 11), de 1 a 5 cm de largo y que pueden ser blancas con las puntas negras, de color marrón rojizo o negras. 
Las flores son zigomorfas y están dispuestas en dos hileras. Miden entre 3 y 5 cm de largo, surgen de las axilas en el ápice y se abren durante el día. El fruto es esférico, de superficie desnuda, de color rojo o púrpura, indehiscente y con cicatrices en la punta. Las semillas son negras y miden de 0,5 a 1 mm de diámetro.

## Distribución y hábitat
El área de distribución nativa de este género va desde el suroeste y sur del centro de EE. UU. hasta México. Concretamente lo encontramos en Arizona, California, Islas del Pacífico Mexicano, Golfo de México, México, Nevada, Nuevo México, Texas y Utah.
Los representantes del género se encuentran tanto a pleno sol como a la sombra de los arbustos, tanto en acantilados rocosos como en cañones. Además crecen hasta una altitud de 1800 m sobre el nivel del mar.

## Taxonomía
El género fue descrito por la botánica estadounidense Mary Katharine Brandegee como subgénero Cochemiea dentro del género Mammillaria en el año 1897. 
Posteriormente, el botánico británico Frederick Arthur Walton lo elevó a género, pasando a ser el género Cochemiea y anotando estos cambios en la revista científica Cactus Journal; Devoted Exclusively to Cacti and Other Succulent Plants 2: 50 en el año 1899.
Etimología

Cochemiea: nombre genérico que hace referencia a la tribu indígena Cochimí, que en el pasado ocupó un gran territorio de Baja California y cuya área es parte del área de distribución natural de este género.

## Especies aceptadas
Actualmente, el género Cochemiea consta de 40 especies aceptadas según Plants of the World Online (POWO):
| Imagen | Nombre Científico                                                  | Distribución |
| ------ | ------------------------------------------------------------------ | --- |
|        | Cochemiea albicans (Britton & Rose) P.B.Breslin & Majure           | Noroeste de México (Baja California)                                                                                |
|        | Cochemiea angelensis (R.T.Craig) P.B.Breslin & Majure              | Noroeste de México (Baja California)                                                                                |
|        | Cochemiea armillata (K.Brandegee) P.B.Breslin & Majure             | Noroeste de México (Baja California Sur)                                                                            |
|        | Cochemiea barbata (Engelm.) Doweld                                 | Noreste de México (Chihuahua, Durango)                                                                              |
|        | Cochemiea blossfeldiana (Boed.) P.B.Breslin & Majure               | Noroeste de México (Guadalupe, Baja California)                                                                     |
|        | Cochemiea boolii (G.E.Linds.) P.B.Breslin & Majure                 | Noroeste de México (Sonora)                                                                                         |
|        | Cochemiea bullardiana (H.E.Gates) P.B.Breslin & Majure             | Noroeste de México (Baja California)                                                                                |
|        | Cochemiea capensis (H.E.Gates) Doweld                              | Noroeste de México (Baja California Sur, Sonora)                                                                    |
|        | Cochemiea cerralboa (Britton & Rose) P.B.Breslin & Majure          | Noroeste de México (Baja California Sur)                                                                            |
|        | Cochemiea conoidea (DC.) P.B.Breslin & Majure                      | Golfo de México, noreste de México y Texas                                                                          |
|        | Cochemiea dioica (K.Brandegee) Doweld                              | Desde el sur de California hasta el noroeste de México                                                              |
|        | Cochemiea estebanensis (G.E.Linds.) P.B.Breslin & Majure           | Noroeste de México (isla de San Esteban)                                                                            |
|        | Cochemiea fraileana (Britton & Rose) P.B.Breslin & Majure          | Noroeste de México (Baja California Sur)                                                                            |
|        | Cochemiea goodridgei (Scheer ex Salm-Dyck) P.B.Breslin & Majure    | Noroeste de México (Baja California).                                                                               |
|        | Cochemiea grahamii (Engelm.) Doweld                                | Desde el sureste de California hasta el oeste de Texas y México (desde el norte de Baja California hasta Chihuahua) |
|        | Cochemiea guelzowiana (Werderm.) P.B.Breslin & Majure              | Noreste de México (Durango, Coahuila y Nuevo León)                                                                  |
|        | Cochemiea halei (K.Brandegee) Walton                               | Noroeste de México (Baja California)                                                                                |
|        | Cochemiea hutchisoniana (H.E.Gates) P.B.Breslin & Majure           | Noroeste de México (Baja California)                                                                                |
|        | Cochemiea inexpectata (D.Donati) M.H.J.van der Meer                | Noreste de México (Tamaulipas)                                                                                      |
|        | Cochemiea insularis (H.E.Gates) P.B.Breslin & Majure               | Noroeste de México (Baja California)                                                                                |
|        | Cochemiea macdougallii (Alexander) P.B.Breslin & Majure            | Suroeste de México (Oaxaca)                                                                                         |
|        | Cochemiea mainiae (K.Brandegee) P.B.Breslin & Majure               | Desde el sur de Arizona hasta el noroeste de México                                                                 |
|        | Cochemiea maritima H.E.Gates                                       | Noroeste de México (oeste de Baja California central)                                                               |
|        | Cochemiea matehualensis (Backeb.) M.H.J.van der Meer               | Noreste de México                                                                                                   |
|        | Cochemiea mazatlanensis (K.Schum.) D.Aquino & Dan.Sánchez          | Oeste de México |
|        | Cochemiea multidigitata (Radley & G.E.Linds.) P.B.Breslin & Majure | Noroeste de México (Sonora).                                                                                        |
|        | Cochemiea palmeri (J.M.Coult.) P.B.Breslin & Majure                | Noroeste de México (Baja California)                                                                                |
|        | Cochemiea phitauiana (E.M.Baxter) Doweld                           | Noroeste de México (Baja California).                                                                               |
|        | Cochemiea pondii (Greene) Walton                                   | Noroeste de México (Isla de Cedros)                                                                                 |
|        | Cochemiea poselgeri (Hildm.) Britton & Rose                        | Noroeste de México (Baja California Sur)                                                                            |
|        | Cochemiea saboae (Glass) Doweld                                    | México (desde el este de Sonora hasta el oeste de Chihuahua)                                                        |
|        | Cochemiea schumannii (Hildm.) P.B.Breslin & Majure                 | Noroeste de México (Baja California Sur)                                                                            |
|        | Cochemiea setispina (J.M.Coult.) Walton                            | Noroeste de México (centro de Baja California)                                                                      |
|        | Cochemiea sheldonii (Britton & Rose) Doweld                        | Desde el sur de Arizona hasta México (Sonora, Sinaloa y oeste de Chihuahua)                                         |
|        | Cochemiea tetrancistra (Engelm.) P.B.Breslin & Majure              | Desde el suroeste de los EE. UU. hasta el noroeste de México                                                        |
|        | Cochemiea theresae (Cutak) Doweld                                  | Noreste de México (Durango y Zacatecas).                                                                            |
|        | Cochemiea thomasii García-Mor. & al.                               | Noroeste de México (Sinaloa)                                                                                        |
|        | Cochemiea thornberi (Orcutt) P.B.Breslin & Majure                  | Desde el sur de Arizona hasta México (Sonora)                                                                       |
|        | Cochemiea viridiflora (Britton & Rose) P.B.Breslin & Majure        | Desde Arizona hasta el suroeste de Nuevo México                                                                     |
|        | Cochemiea wrightii (Engelm.) Doweld                                | Desde el este de Arizona hasta el oeste de Texas y el norte de México                                               |